# Вознесенская церковь (Чутырь)
Храм Вознесения Господня (Вознесенская церковь) — православный храм в селе Чутырь Игринского района Удмуртии. Один из старейших православных храмов Удмуртии. Является памятником истории и культуры регионального значения.

## История
Первая деревянная Сретенская церковь в селе Чутырь была построена на средства прихожан и освящена 19 мая 1752 года. 3 июня 1819 года Вятской духовной консисторией была выдана грамота на строительство нового храма. 4 октября 1830 года был подписан указ Вятской духовной консистории о сносе старой Сретенской церкви, но она просуществовала до 1848 года.
Новая церковь строилась в период с 1819 по 1829 год также на средства прихожан. Автором проекта считается Семён Дудин или Филимон Росляков. Главный престол был освящён 11 октября 1848 года во имя Вознесения Господня, второй был освящён 16 сентября 1829 года в честь Святых Зосимы и Савватия, третий престол был освящён 10 ноября 1858 года в честь Сретения Господня.
20 марта 1939 года на основании указа Президиума Верховного Совета УАССР Вознесенская церковь была частично разрушена и закрыта для прихожан. В дальнейшем здание церкви использовалось для хозяйственных целей и в качестве школы.
В середине 1990-х годов в здании церкви функционировал магазин.
В 2001—2005 годы храм был реконструирован и восстановлен. 17 апреля 2005 года было проведено малое освящение престола.

## Архитектура
Храм построен в стиле зрелого классицизма. Холодный храм с прямоугольным алтарём и боковыми портиками венчает купол с люкарнами и главкой на ярусном барабане. С запада к храму примыкают двухпридельная трапезная и колокольня со шпилем.